# Gnaphosidae
Gnaphosidae Pocock, 1898 è una famiglia di ragni appartenente all'infraordine Araneomorphae.

## Etimologia
Il nome deriva probabilmente da radici greche, e avrebbe il significato: che vivono nel buio, a causa di presunte abitudini notturne e sotterranee di questi ragni, non sempre avvalorate dagli studiosi sul campo, ed il suffisso -idae, che designa l'appartenenza ad una famiglia.

## Caratteristiche
Sono ragni che vivono per buona parte nel terreno (in inglese vengono detti ground-spiders) pur non avendo, a detta di molti esperti, effettive abitudini fossorie. Il cefalotorace è piriforme, l'opistosoma è più slanciato e sottile e ricoperto di peli fini di colore biancastro che conferiscono una lucentezza sericea.
Le filiere hanno anteriormente una forma simile a quella di un barilotto, e inoltre una rientranza degli enditi, cioè delle appendici boccali anteriori e laterali del labbro. Hanno piccole dimensioni, non più di alcuni millimetri.

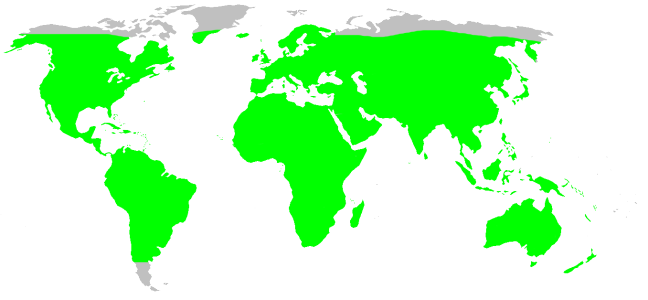
Gnaphosidae - distribuzione

## Comportamento
Sono cacciatori a prevalenza notturna, non costruiscono ragnatele se non per le uova e per i piccoli, e sono a forma di sacco e ben riposte in crepe o nel terreno; si affidano molto alla velocità nel catturare le prede. Non si conoscono conseguenze per l'uomo derivanti dal morso di questi aracnidi.

## Distribuzione
La famiglia ha distribuzione pressoché cosmopolita. In Italia è la seconda famiglia più rappresentata dopo quella dei Linyphiidae con 154 specie e 6 sottospecie raggruppate in 27 generi.

## Tassonomia
A seguito di un lavoro dell'aracnologo Platnick (1990a), questa famiglia ha subito varie modifiche; in particolare, diversi generi inizialmente attribuiti da Brignoli alla sottofamiglia Micariinae sono stati spostati ai Phrurolithinae, sottofamiglia delle Corinnidae.
Un lavoro più recente di Ramírez del 2014, sulla base di considerazioni filogenetiche accurate ed approfondite, ha portato a precise caratterizzazioni nell'ambito dei Dionycha; in particolare ha elevato al rango di famiglia i generi attribuiti ai Phrurolithinae, divenuti quindi appartenenti alla famiglia Phrurolithidae.
La famiglia Prodidomidae è stata assorbita nelle Gnaphosidae a seguito di un lavoro degli aracnologi Azevedo, Griswold & Santos, 2018b nel rango di sottofamiglia (Prodidominae), sinonimizzando sia le Molycriinae Platnick, 1990, che le Theuminae Platnick & Baehr, 2006.
Nello stesso lavoro appena citato vengono distinti cladi ben precisi: Gnaphosinae Pocock, 1898, Zelotinae Platnick, 1990, Herpyllinae Platnick, 1990, Drassodinae Simon, 1893, Prodidominae Simon, 1884 and Leptodrassinae Azevedo, Griswold & Santos, 2018. Vengono anche statuite 3 sottofamiglie monogenere: Anagraphidinae Simon, 1893 (genere tipo Anagraphis),Echeminae Simon, 1893 (genere tipo Echemus) e Micariinae Simon, 1897 (genere tipo Micaria). Gli altri generi che appartenevano alle Micariinae vengono posti fra le incertae sedis.
La sottofamiglia Molycriinae Platnick, 1990 viene ristabilita come valida a seguito di uno studio degli aracnologi Rodrigues & Rheims, 2020b, e include i generi: Cryptotoerithus, Molycria, Myandra, Nomindra, Wesmaldra e Wydundra. Nello stesso studio viene ridefinita la sottofamiglia Prodidominae che include i generi: Austrodomus, Brasilomma, Caudalia, Chileomma, Chileuma, Chilongius, Eleleis, Indiani, Katumbea, Lygromma, Lygrommatoides, Moreno, Namundra, Neozimiris, Nopyllus, Paracymbiomma, Plutonodomus, Prodidomus, Purcelliana, Theurma, Theumella, Tivodrassus, Tricongius, Zimirina e Zimiris.
Infine in un recente lavoro di Lin & Li, 2020e, è descritta una nuova famiglia monogenere: Solitudinae, con l'unico genere Solitudes Lin & Li, 2020.
Attualmente, a novembre 2020, si compone di 162 generi e 2 547 specie; la classificazione in sottofamiglie, sono 12 al 2020, segue inizialmente quella dell'entomologo Joel Hallan, con ulteriori inserimenti a partire dal 2017 (per circa il 10% dei generi è ancora incerta l'attribuzione ad una sottofamiglia):
- Drassodinae[5]
  - Anagraphis[6]
  - Anzacia[7][8]
  - Apodrassodes
  - Apodrassus
  - Apopyllus
  - Aracus[9]
  - Benoitodes[10]
  - Berinda[11]
  - Cabanadrassus
  - Coreodrassus
  - Drassodes[12]
  - Drassodex[13]
  - Haplodrassus
  - Homoeothele[8]
  - Hypodrassodes[8]
  - Leptodrassex[14]
  - Leptodrassus
  - Matua[8]
  - Nauhea[8]
  - Neodrassex[15]
  - Notiodrassus[12]
  - Orodrassus
  - Parasyrisca
  - Sidydrassus[12]
  - Sosticus[16]
  - Synaphosus
  - Talanites
  - Talanitoides
- Echeminae[17]
  - Allomicythus[18]
  - Amazoromus[19]
  - Arauchemus
  - Australoechemus[12]
  - Coillina[20]
  - Cubanopyllus[21]
  - Diaphractus[22]
  - Echemoides
  - Echemus
  - Hongkongia[22]
  - Latonigena[23]
  - Megamyrmaekion[22]
  - Micythus[22]
  - Nodocion[22]
  - Odontodrassus[22]
  - Sanitubius[22]
  - Scopoides
  - Scotophaeus[22]
  - Trichothyse[22]
  - Xerophaeus[22]
  - Zelanda[22]
  - Zimiromus[22]
- Encoptarthriinae
  - Encoptarthria
- Gnaphosinae Pocock, 1898[24]
  - Amusia[25]
  - Aneplasa[26]
  - Asemesthes
  - Berlandina
  - Echemella[27]
  - Fedotovia[28]
  - Gnaphosa
  - Microsa[29]
  - Minosia[29]
  - Minosiella[29]
  - Nomisia[29]
  - Pterotricha[29]
  - Pterotrichina[29]
  - Scotognapha[29]
  - Shiragaia[29]
  - Smionia[29]
  - Trephopoda[29]
- Hemicloeinae
  - Hemicloea
  - Vectius[30]
- Herpyllinae[31]
  - Ceryerda[32]
  - Cesonia
  - Cladothela[33]
  - Epicharitus[33]
  - Gertschosa
  - Herpyllus
  - Hitobia[33]
  - Kishidaia[33]
  - Ladissa[33]
  - Litopyllus
  - Macarophaeus
  - Nodocion
  - Phaeocedus[33]
  - Poecilochroa[33]
  - Scotocesonia[33]
  - Sergiolus
  - Sernokorba[33]
  - Symphanodes[33]
  - Xizangia[33]
- Laroniinae[34]
  - Callilepis
  - Eilica
  - Laronius
- Micariinae[35]
  - Aphantaulax[36]
  - Arboricaria[37]
  - Micaria
- Molycriinae
  - Cryptotoerithus
  - Molycria
  - Myandra
  - Nomindra
  - Wesmaldra
  - Wydundra
- Prodidominae
  - Anagrina
  - Austrodomus
  - Brasilomma
  - Caudalia
  - Chileomma
  - Chileuma
  - Chilongius
  - Eleleis
  - Indiani
  - Katumbea
  - Lygromma
  - Lygrommatoides
  - Moreno
  - Namundra
  - Neozimiris
  - Nopyllus[38]
  - Paracymbiomma
  - Plutonodomus
  - Prodidomus
  - Purcelliana
  - Theuma
  - Theumella
  - Tivodrassus
  - Tricongius
  - Zimirina
  - Zimiris
- Solitudinae
  - Solitudes
- Zelotinae[39]
  - Allozelotes[40]
  - Camillina
  - Canariognapha[41]
  - Civizelotes
  - Drassyllus
  - Heser[42]
  - Ibala[43]
  - Setaphis[42]
  - Trachyzelotes[42]
  - Turkozelotes
  - Urozelotes[42]
  - Zelominor[42]
  - Zelotes[42]
  - Zelowan
  - Zelotibia[42]
- incertae sedis
  - Asiabadus[12]
  - Cryptodrassus[44]
  - Echemographis[45]
  - Intruda[46]
  - Kaitawa[47]
  - Leptopilos
  - Microdrassus[48]
  - Montebello
  - Parabonna[49]
  - Pseudodrassus[50]
  - Shaitan[51]
  - Titus
  - Verita
  - Xenoplectus

### Generi fossili
A marzo 2016 sono noti sei generi fossili di Gnaphosidae
- Captrix Petrunkevitch, 1942 - Paleogene
- Drassyllinus Wunderlich, 1988 - Neogene
- Eognaphosops Wunderlich, 2011 - Paleogene
- Eomactator Petrunkevitch, 1958 - Paleogene
- Palaeodrassus Petrunkevitch, 1922 - Paleogene
- Zelotetis Wunderlich, 2011 - Paleogene

### Generi trasferiti
- Battalus Karsch, 1878.[53]

### Sinonimi
- Sillemia - posto in sinonimia con Drassodes Westring, 1851, a seguito di un lavoro dell'aracnologo Murphy del 2007.
- Siruasus - posto in sinonimia con Drassodes Westring, 1851, a seguito di un lavoro dell'aracnologo Murphy del 2007.